# 石川令
石川 令（いしかわ れい、1987年2月10日 - ）は、神奈川県出身のサッカー選手。

## 経歴
物心ついた時からボールを蹴り始め、小学生時代は横浜F・マリノスプライマリーに所属。その後14歳で単身ブラジルに渡る。
2006年、一時帰国の際に参加したFC刈谷にて名古屋グランパスとの練習試合に出場。
2011年、カナダサッカーリーグのノースヨーク・アストロズに所属。
2012年、ラトビア・ヴィルスリーガのFKイェルガヴァに移籍。
2013年、タイ・リーグ2に所属するランプーン・ウォリアーFC と契約。
2018年、ラオ・プレミアリーグのルアンパバーン UTDに所属。
2019年、モンゴル・リーグのエルチムに所属。リーグ戦2位、MFF Cupにて優勝。

## 人物
「カムペーンペットFC」所属時に足の故障で試合に出れないことがあった。トレーナー不在、怪我をしても医師からの十分な診療をしてもらえないチームも多かったという。
ブラジル、アルゼンチンのユースチームやヨーロッパのリーグなどにて経験を積んでいたが、2013年以降はアジア諸国にてプレイ。2019年に在籍していたモンゴル国のサッカーチーム「エルチム」で10カ国目の渡航になった。

## 所属クラブ

### ユース経歴
- 1993年 - 1998年  横浜F・マリノスプライマリー
- 1999年 - 2001年  エスポルチ藤沢
- 2001年 - 2005年  パラナ・サッカー・テクニカル・センター、 アソシアソン・ポルトゥゲーザ・ロンドリネンセ（ポルトガル語版）
- 2006年 - 2009年  ミトレ ペレス[14]

### プロ経歴
- 2009年  CAアルヘンティーノ（英語版）
- 2010年  UD テゲステ（スペイン語版）
- 2011年  ノースヨーク・アストロス（英語版）
- 2012年  FKイェルガヴァ
- 2012年  SV Rot-Weiß Hadamar（英語版）[15]
- 2013年  ランプーン・ウォリアーFC

- 2014年  カムペーンペットFC（英語版）
- 2015年  ペッブリーFC（英語版）
- 2016年  ランプーン・ウォリアーFC[16]
- 2017年  ナーンFC（英語版）
- 2018年  ルアンパバーン UTD[17]
- 2019年  エルチム
- 2022年  ルアンパバーン FC[18]
- 2023年  マスター7FC
- 2023年  ルアンパバーン FC[19]